# Psychotria cupularis
Psychotria cupularis är en måreväxtart som först beskrevs av Johannes Müller Argoviensis, och fick sitt nu gällande namn av Paul Carpenter Standley. Psychotria cupularis ingår i släktet Psychotria och familjen måreväxter. Inga underarter finns listade i Catalogue of Life.